# Khwarezm (provins)
Khwarezm (även Kharezm, Khorezm, Khorazm, Chorezm; på uzbekiska Xorazm) är en av Uzbekistans provinser, efter regionen Khwarezm (provinsen upptar dock endast en liten del av regionens yta), belägen söder om det autonoma förvaltningsområdet Karakalpakien i västra delen av landet. Huvudorten är Urgentj. Staden Chiva, som även den stundom kallas Khwarezm, är även belägen inom provinsen.

## Distrikt
Provinsen är indelad i 10 administrativa tuman (distrikt):
- Bogot
- Gurlan
- Khiva
- Khonqa
- Khzorasp
- Kushkupir
- Shovot
- Urgench
- Yangiariq
- Yangibozir